# Beat of My Drum
"Beat of My Drum" é uma canção da artista musical britânica Nicola Roberts, contida em seu álbum de estreia Cinderella's Eyes (2011). A faixa foi escrita pela intérprete juntamente com Maya von Doll, Diplo e Dimitri Tikovoi, sendo produzida pelo último e com Diplo sendo creditado como Wesley Pentz, sendo lançada em 3 de junho de 2011 pela gravadora Polydor Records como o primeiro single do disco. A canção foi lançado simultaneamente com o método on air on sale, não recebendo algum tipo de promoção prévia. Escrito por sentir-se britânica e divertida, Roberts destinou "Beat of My Drum" para ser uma canção que as pessoas pudessem cantar e dançar.
"Beat of My Drum" é uma canção dance-pop que incorpora elementos do indie pop, e foi comparado com o trabalho de artistas como M.I.A. e Major Lazer. Liricamente, a canção discute o tempo de Roberts em uma banda feminina a qual ela era um membro, Girls Aloud; enquanto fazia parte do grupo, ela se sentiu desvalorizada em comparação com outros membros. "Beat of My Drum" ganhou aclamação universal dos críticos de música, com alguns descrevendo a canção como a mais original do que os lançamentos em solo dos outros membros do Girls Aloud; foi também comparado com o trabalho de artistas como Kelis e Robyn. Comercialmente, "Beat of My Drum" não conseguiu ter um grande impacto.
Na tabela musical do Reino Unido, UK Singles Chart, a canção alcançou a 27ª posição, chegando também a 26ª posição na Escócia. Na Irlanda, a canção chegou a 37ª posição. O vídeo musical acompanhante da canção foi dirigido por Wendy Morgan, exibindo Roberts se apresentando em um salão com dançarinos. Roberts apresentou a canção pela primeira vez na edição de 2011 do T4 on the Beach, bem como vários outros programas de bate-papo.

## Antecedentes e desenvolvimento
"Eu podia a ouvir na minha cabeça, mas eu não poderia a fazer. Estávamos à procura deste som e tentamos tudo. Ele só não iria funcionar. Chegou a um ponto em que eu vim para baixo com um frio e eu estava tipo: 'Eu estou me fazendo de doente'. Eu nunca senti o estresse, como o stress o qual senti em fazer essa gravação. Então eu disse: 'Eu sei quem pode fazer isso. Eu realmente quero Diplo para vir a bordo'. Assim que eu expliquei a Diplo o que eu queria, ele ficou imediatamente".

—Roberts na produção da canção.
Antes de ir para uma carreira solo, Roberts era uma dos membros da banda feminina britânica Girls Aloud. Roberts afirmou que ela encontrou a experiência de ir a solo, preocupada. Ela revelou que ela lutou para lidar com sua vida no olho do público e de sua constante atenção da mídia. Em particular, ela recebeu atenção negativa a respeito de sua imagem. A experiência levou Roberts a começar a desenvolver seu primeiro álbum, o qual, liricamente, que se reflete os tempos difíceis que ela experimentou no Girls Aloud. Em "Beat of My Drum", Roberts se descreve como um "bebê no canto". A mesma ajudou a escrever todas as faixas de Cinderella's Eyes, com as letras contando histórias de coisas que aconteceram em sua vida. "Beat of My Drum" foi co-escrito com Maya von Doll, Diplo e Dimitri Tikovoi. Ela declarou que ela sempre quis que "Beat of My Drum" fosse algo diferente da música que outros cantores pop estavam apresentando nas paradas. Roberts afirmou que "Beat of My Drum" é "uma canção que todos podem cantar e dançar", comentando também que ela sentiu que a música tinha um "conceito de diversão" com uma influência britânica.
A canção foi originalmente gravada por Roberts e Tikovoi. No entanto, o duo lutava para terminar a sua produção, com Roberts descrevendo processo como algo que "simplesmente não iria funcionar". Este mesmo levou Roberts ao estresse e doença, e ela decidiu entrar em contato com o produtor Diplo para trabalhar no álbum. Discutindo a sua escolha em uma entrevista para o The Guardian, Roberts disse que ela só tinha uma chance de levá-lo para trabalhar com ela e pediu sua ajuda. Depois de Diplo assegurar a cantora de que ele iria ajudar, Roberts revelou que a situação já não estava em suas mãos e que ela iria esperar para ele entrar em contato com ela com algum progresso. Apesar de suas preocupações, ela sentiu que "ele ficou imediatamente". As comunicações eram estritas entre o duo, mas quando Roberts recebeu produção acabada de Diplo, ela estava muito nervosa para a ouvir imediatamente. Em vez disso, ela colocou a faixa em um CD, e tocou para seu irmão mais novo e sua irmã, onde ela interpretou a canção em voz alta. Depois de respostas positivas de seus irmãos, Roberts declarou Diplo um "gênio".

## Composição
"Beat of My Drum" é uma faixa dance-pop com temas do indie pop, e foi comparado as obras de artistas como M.I.A. e Daphne & Celeste. Os versos, refrões e ponte são todos completamente diferentes; o refrão é composto de cantos, os versos são falados cantando, e a ponte é um dancehall temático. A ponte ganhou comparações com a música de Major Lazer, do qual "Beat of My Drum" tem amostras da canção deste mesmo. Os vocais são realizados contra sirenes. O jornalista de música James Montgomery observou como a canção "mistura junto cada momento pop notável da história recente", apontando os ritmos do dancehall, drum breaks e "tiques eletro-vocais".

## Lançamento
"Beat of My Drum" foi lançado com o método on air on sale em 3 de junho de 2011. Universal Music, a gravadora que detém Polydor, lançou todos os singles sob este formato para "Beat of My Drum". A razão para isto foi para tentar reduzir o nível de downloads ilegais de música, um sistema o qual Roberts não estava acostumada. Como parte da promoção de singles em Girls Aloud, ela foi usada para liberar uma canção após cerca de seis semanas de promoção, que incluiu entrevistas de rádio, performances televisivas e trabalhos de impressão. Como resultado, Roberts afirmou que o novo sistema foi "muito assustador", como ela não estava acostumada a soltar uma música com comparativamente pouca publicidade, e preocupada sobre como "Beat of My Drum" e singles posteriores iriam entrar em paradas musicais.

## Desempenho nas tabelas musicais

### Posições
| Tabela musical (2011)                 | Melhor posição |
| ------------------------------------- | -------------- |
| Irlanda (IRMA)                        | 37             |
| Escócia (Official Charts Company)     | 26             |
| Reino Unido (Official Charts Company) | 27             |